# New Mills
New Mills este un oraș în comitatul Derbyshire, regiunea East Midlands, Anglia. Orașul se află în districtul High Peak.